# San Miguel Tequixtepec
San Miguel Tequixtepec là một đô thị thuộc bang Oaxaca, México. Năm 2005, dân số của đô thị này là 964 người.